# Elite Women’s Hockey League 2014/15
Die Saison 2014/15 war die elfte Spielzeit der Elite Women’s Hockey League, einer Fraueneishockeyliga. Im elften Jahr ihres Bestehens nahmen zwischen September 2014 und März 2015 sechs Mannschaften aus Österreich, Italien, Ungarn und der Slowakei teil. Mit den Teams aus Bozen und Budapest sind erneut zwei Gründungsmitglieder der EWHL dabei. Außer ihnen komplettierten in dieser Saison erneut die Neuberg Highlanders und die neu gegründete Frauenmannschaft des HC ŠKP Bratislava das Feld. Vor der Saison wechselten die WE-V Flyers und der HDK Maribor aus der EWHL in die österreichische DEBL.
Das Finalturnier fand am 7. und 8. März 2015 in der Würth Arena in Neumarkt statt. Dabei setzte sich der Sieger der Hauptrunde, die EHV Sabres Wien, in zwei Spielen gegen die EV Bozen Eagles durch und gewann damit den vierten EWHL-Meistertitel der Vereinsgeschichte.

## Modus
Die sechs Teilnehmer spielen eine Doppelrunde, sodass jede Mannschaft 20 Partien austrägt.  Für einen Sieg erhält eine Mannschaft drei Punkte, bei einem Sieg nach der Sudden Victory Overtime genannten Verlängerung oder nach Penaltyschießen zwei Punkte. Die unterlegene Mannschaft erhielt nach der regulären Spielzeit keine Punkte, bei einer Niederlage nach Verlängerung oder Penaltyschießen jedoch einen Punkt.
Die vier bestplatzierten Mannschaften qualifizieren sich für das Finalturnier, wobei der Erste und Zweite den Meister sowie der Dritte und Vierte den dritten Platz in Hin- und Rückspiel ausspielen.

## Tabelle
| Pl. | Mannschaft          | Land       | Sp | S  | OTS | OTN | N  | Tore   | Punkte |
| --- | ------------------- | ---------- | -- | -- | --- | --- | -- | ------ | ------ |
| 1.  | EHV Sabres Wien     | Osterreich | 20 | 20 | 0   | 0   | 0  | 130:35 | 60     |
| 2.  | EV Bozen Eagles     | Italien    | 20 | 11 | 2   | 0   | 7  | 72:53  | 37     |
| 3.  | DEC Salzburg Eagles | Osterreich | 20 | 8  | 2   | 3   | 7  | 49:54  | 31     |
| 4.  | HC ŠKP Bratislava   | Slowakei   | 20 | 6  | 2   | 1   | 11 | 52:72  | 23     |
| 5.  | KMH Budapest        | Ungarn     | 20 | 5  | 1   | 3   | 11 | 41:69  | 20     |
| 6.  | Neuberg Highlanders | Osterreich | 20 | 2  | 1   | 1   | 16 | 51:112 | 9      |

## Final Four Tournament

### 3. Platz
| 7. März 2015 16:30 Uhr | DEC Salzburg Eagles Julia Kainberger (5.) Aby Laking (21.) Aby Laking (36.) Julia Kainberger (39.) Ale Lopez (43.) | 5:1 (1:0, 3:0, 1:1) Spielbericht | HC ŠKP Bratislava Gabriela Žitňanská (43.) | Würth Arena, Neumarkt |

| 8. März 2015 12:00 Uhr | DEC Salzburg Eagles Aby Laking (31.) Jenna Welch (55.) Ale Lopez (56.) | 3:1 (0:0, 1:0, 2:1) Spielbericht | HC ŠKP Bratislava Radka Trebulová (45.) | Würth Arena, Neumarkt |

### Finale
| 7. März 2015 19:30 Uhr | EV Bozen Eagles Beatrix Larger (34:40) Beatrix Larger (59:44) | 2:5 (0:0, 1:1, 1:4) Spielbericht | EHV Sabres Wien Kailin Spurling (32:23) Charlotte Wittich (49:28) Esther Kantor (54:12) Esther Kantor (57:19) Anna Meixner (58:26) | Würth Arena, Neumarkt |

| 8. März 2015 15:00 Uhr | EV Bozen Eagles Nadia Mattivi (33:54) | 1:4 (0:1, 1:0, 0:3) Spielbericht | EHV Sabres Wien Anna Meixner (16:34) Esther Kantor (52:53) Anna Meixner (55:03) Anna Meixner (56:39) | Würth Arena, Neumarkt |

## Auszeichnungen
All-Star-Team (gewählt von den Liga-Klubs)
| Angriff:      | Anna Meixner (EHV Sabres Wien) – Esther Kantor (EHV Sabres Wien) – Chelsea Furlani (EV Bozen Eagles) |
| Verteidigung: | Regan Boulton (EHV Sabres Wien) – Gabriela Žitňanská (HC ŠKP Bratislava)                             |
| Tor:          | Paula Marchhart (DEC Salzburg Eagles)                                                                |

Spielertrophäen
| Auszeichnung      | Spieler            | Team            |
| ----------------- | ------------------ | --------------- |
| Beste Torhüterin  | Victoria Vigilanti | EHV Sabres Wien |
| Beste Torschützin | Anna Meixner       | EHV Sabres Wien |
| Topscorer         | Anna Meixner       | EHV Sabres Wien |